# هارون جوسوه
هارون جوسوه (انگلیسی: Harun Jusoh؛ زادهٔ ۱ ژانویهٔ ۱۹۴۸) بازیکن فوتبال اهل مالزی بود.